# İlker Meral
İlker Meral (* 12. November 1971 in Akhisar, Provinz Manisa) ist ein türkischer Fußballschiedsrichter.

## Werdegang
Sein Debüt in der höchsten türkischen Fußballliga, der Süper Lig, gab Meral am 20. Oktober 2007; er leitete die Begegnung Gaziantepspor – Denizlispor (1:2).
Er ist Schiedsrichter seit 1997 und pfeift für die Provinz Balıkesir.